# Tân Thuận Tây (phường)
Tân Thuận Tây là một phường thuộc Quận 7, Thành phố Hồ Chí Minh, Việt Nam.

## Địa lý
Phường Tân Thuận Tây nằm ở phía bắc Quận 7, có vị trí địa lý:
- Phía đông giáp phường Tân Thuận Đông
- Phía tây giáp phường Tân Kiểng
- Phía nam giáp phường Bình Thuận
- Phía bắc giáp phường Tân Thuận Đông và Quận 4.

Phường có diện tích 1,05 km², dân số năm 2021 là 31.700 người,  mật độ dân số đạt 30.190 người/km².

## Lịch sử
Trước đây, Tân Thuận Tây là một xã thuộc huyện Nhà Bè, được thành lập vào ngày 17 tháng 7 năm 1986 trên cơ sở 324 ha diện tích tự nhiên và 13.257 người của xã Tân Thuận cũ.
Ngày 6 tháng 1 năm 1997, Chính phủ ban hành Nghị định số 03-CP. Theo đó, chuyển xã Tân Thuận Tây về Quận 7 mới thành lập và thành lập phường Tân Thuận Tây trên cơ sở 105 ha diện tích tự nhiên, 14.365 người của xã Tân Thuận Tây.